# Bo Carpelan
Bo Carpelan (ur. 25 października 1926 w Helsinkach, zm. 11 lutego 2011 w Espoo) – pisarz fiński tworzący w języku szwedzkim. 
Był synem ubogiego urzędnika bankowego. W 1944 roku podjął studia na Uniwersytecie Helsińskim. Studiował literaturę, równocześnie pracując w księgarni akademickiej, a następnie w bibliotece miejskiej. Studia ukończył w 1948 roku, w 1956 uzyskał licencjat, a w 1960 doktorat. Jego rozprawa doktorska dotyczyła twórczości poety Gunnara Björlinga (1887-1960). Tydzień przed terminem obrony rektor Edwin Linkomies poinformował Carpelana, że twórczość żyjącego poety nie może zostać zaakceptowana jako temat rozprawy doktorskiej. Mimo tego do obrony doszło i rozprawa została przyjęta.  
Oprócz pracy w bibliotece Carpelan zajmował się krytyką literacką. W latach 1949–1964 publikował recenzje w szwedzkojęzycznym dzienniku Hufvudstadsbladet. 
Tworzył utwory poetyckie, a także powieści i opowiadania. Dużą popularność przyniosły mu utwory dla młodzieży, tłumaczone na wiele języków, w tym polski. Był jedynym pisarzem, dwukrotnie uhonorowanym nagrodą Finlandia (w 1993 za powieść Urwind oraz w 2005 za powieść Berg). W 1977 roku otrzymał Nagrodę literacką Rady Nordyckiej, a w 2006 Prix Européen de Littérature. 

## Wybrana twórczość

### Poezja
- Som en dunkel värme (1946)
- Du mörka överlevande (1947)
- Variationer (1950)
- Minus sju (1951)
- Objekt för ord (1954)
- Landskapets förvandlingar (1957)
- Den svala dagen (1961)
- 73 dikter (1966)
- Gården (1969)
- Källan  (1973)
- I de mörka rummen, i de ljusa (1976)
- Dagen vänder (1983)
- Marginalia till grekisk och romersk diktning (1984)
- År som löv (1989)
- I det sedda(1995)
- Namnet på tavlan Klee målade (1999)
- Ögonblickets tusen årstider (2001)
- Diktamina (2003)
- Staden (2006)
- Nya dikter (2007)
- Barndom (2008)
- Gramina (2010)
- Blad ur höstens arkiv (2011)

### Proza
- Rösterna i den sena timmen (1971)
- Din gestalt bakom dörren (1975)
- Vandrande skugga (1977)
- Jag minns att jag drömde (1979)
- Armbandsuret (1986)
- Axel (1986)
- Urwind (1993)
- Benjamins bok (1997)
- Berg (2005)

### Książki dla młodzieży
- Wakacje nad fiordem (Anders på ön, 1959, tł. na jęz. polski Irena Szuch-Wyszomirska)
- Przygody w wielkim mieście (Anders i stan, 1962, tł. na jęz. polski Irena Szuch-Wyszomirska)
- Łuk: opowiadanie o lecie, które było inne (Bågen: berättelsen om en sommar som var annorlunda, 1968, tł. na jęz. polski Zygmunt Łanowski)

- Raj (Paradiset, 1973, tł. na jęz. polski Zygmunt Łanowski, ISBN 83-10-07593-6)
- Julius z Księżycowej Doliny (Julius Blom, ett Huvud för Sig, 1982, tł. na jęz. polski Anna Węgleńska, ISBN 83-10-09162-1)

## Źródła
- Biogram na stronie Wydziału Humanistycznego Uniwersytetu w Helsinkach